# California Highway Patrol
California Highway Patrol (CHP) är delstatspolis i den amerikanska delstaten Kalifornien.
CHP har primär patrulljurisdiktion över delstatens vägar och gator utanför städer, dvs fungerar mestadels som en delstatlig trafikpolis. Myndigheten kan dock utöva polisiära brottsbekämpande befogenheter var som helst inom delstatens gränser. 
CHP ansvarar även för personskyddet för Kaliforniens guvernör, viceguvernör, statssekreterare och andra höga delstatsföreträdare.

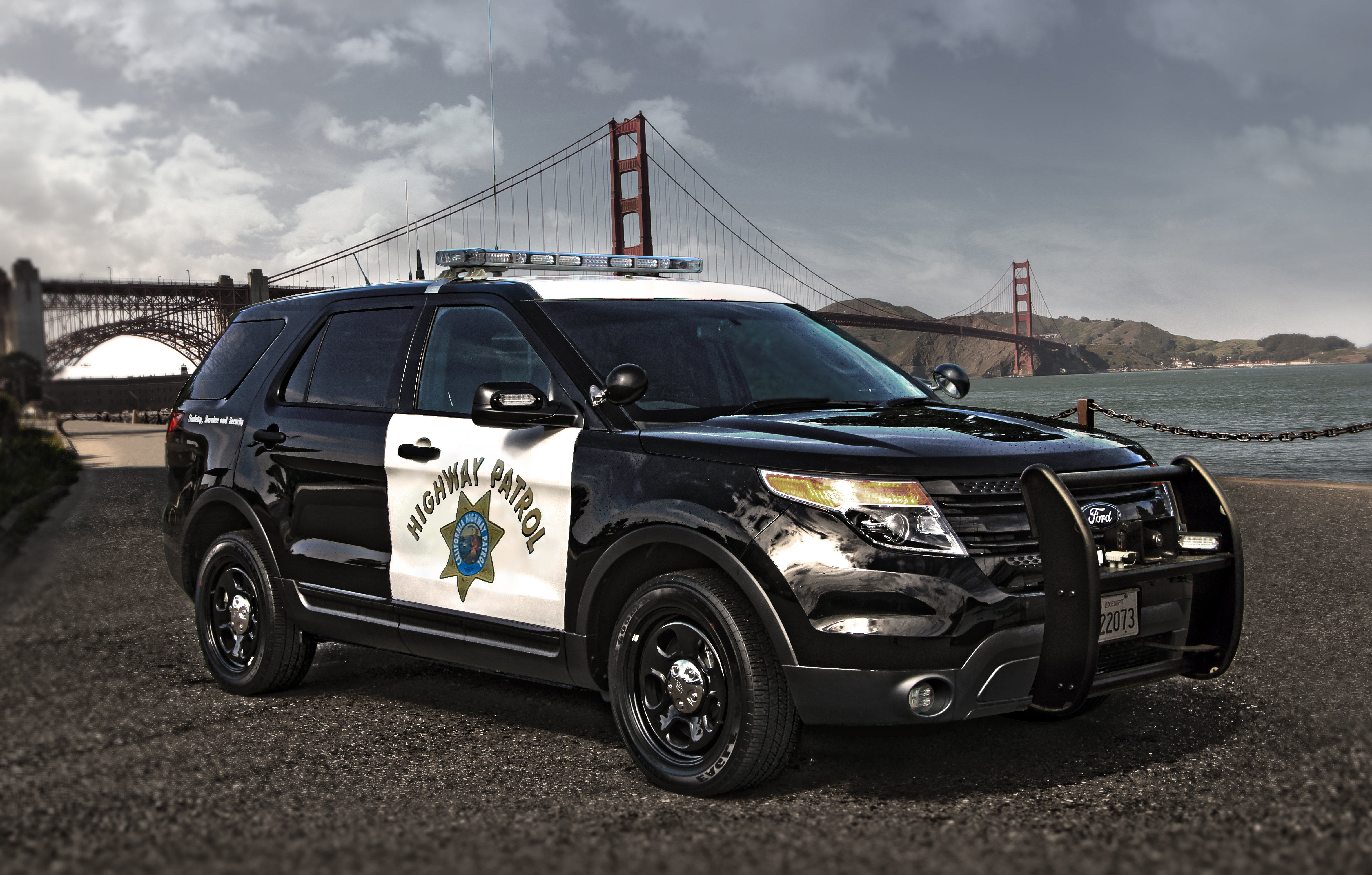
Ett patrulfordon tillhörande CHP med Golden Gate-bron i bakgrunden.

1995 uppgick California State Police (CSP) i CHP. CHP ingår sedan 2013 i California State Transportation Agency.

## Gradbeteckningar
| Nr | 1            | 2                   | 3                      | 4     | 5               | 6       | 7          | 8        | 9       | 10    |  |
| -- | ------------ | ------------------- | ---------------------- | ----- | --------------- | ------- | ---------- | -------- | ------- | ----- |  |
|    |              |                     |                        |       |                 |         |            |          |         |       |  |
|    |              |                     |                        |       |                 |         |            |          |         |       |  |
|    | Commissioner | Deputy Commissioner | Assistant Commissioner | Chief | Assistant Chief | Captain | Lieutenant | Sergeant | Officer | Cadet |  |
|    |              |                     |                        |       |                 |         |            |          |         |       |  |
|    |              |                     |                        |       |                 |         |            |          |         |       |  |

## Populärkultur

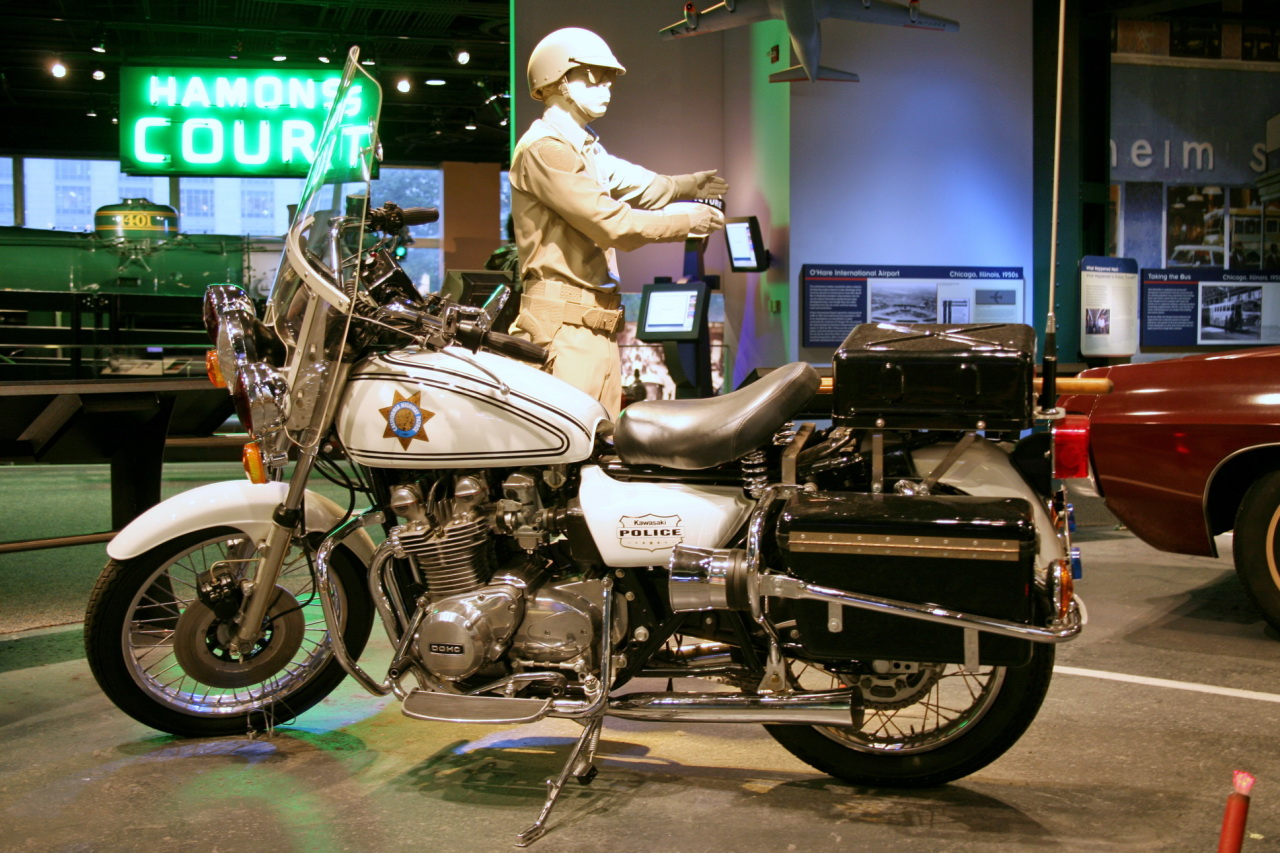
CHP motorcykel av typ Kawasaki Police 1000 från 1970-talet utställd på National Museum of American History.

På NBC sändes TV-serien CHiPs, en kriminalserie om fiktiva CHP-poliser, under sex år från 1977 till 1983.